# 邦達里夫卡 (奧夫魯奇區)
51°14′49″N 28°39′45″E / 51.24694°N 28.66250°E
邦達里夫卡（烏克蘭語：Бондарівка），是烏克蘭北部的村莊，隸屬日托米爾州的科羅斯滕區。該村始建於1922年，面積8.64平方公里，海拔高度162米，2001年人口227。